# Пояс (одяг)

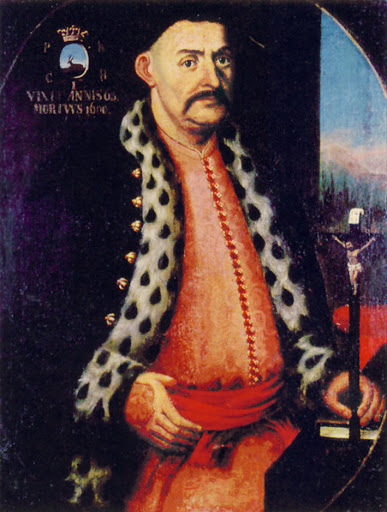
Червоний пас на портреті львівського шляхтича Павла Козловського

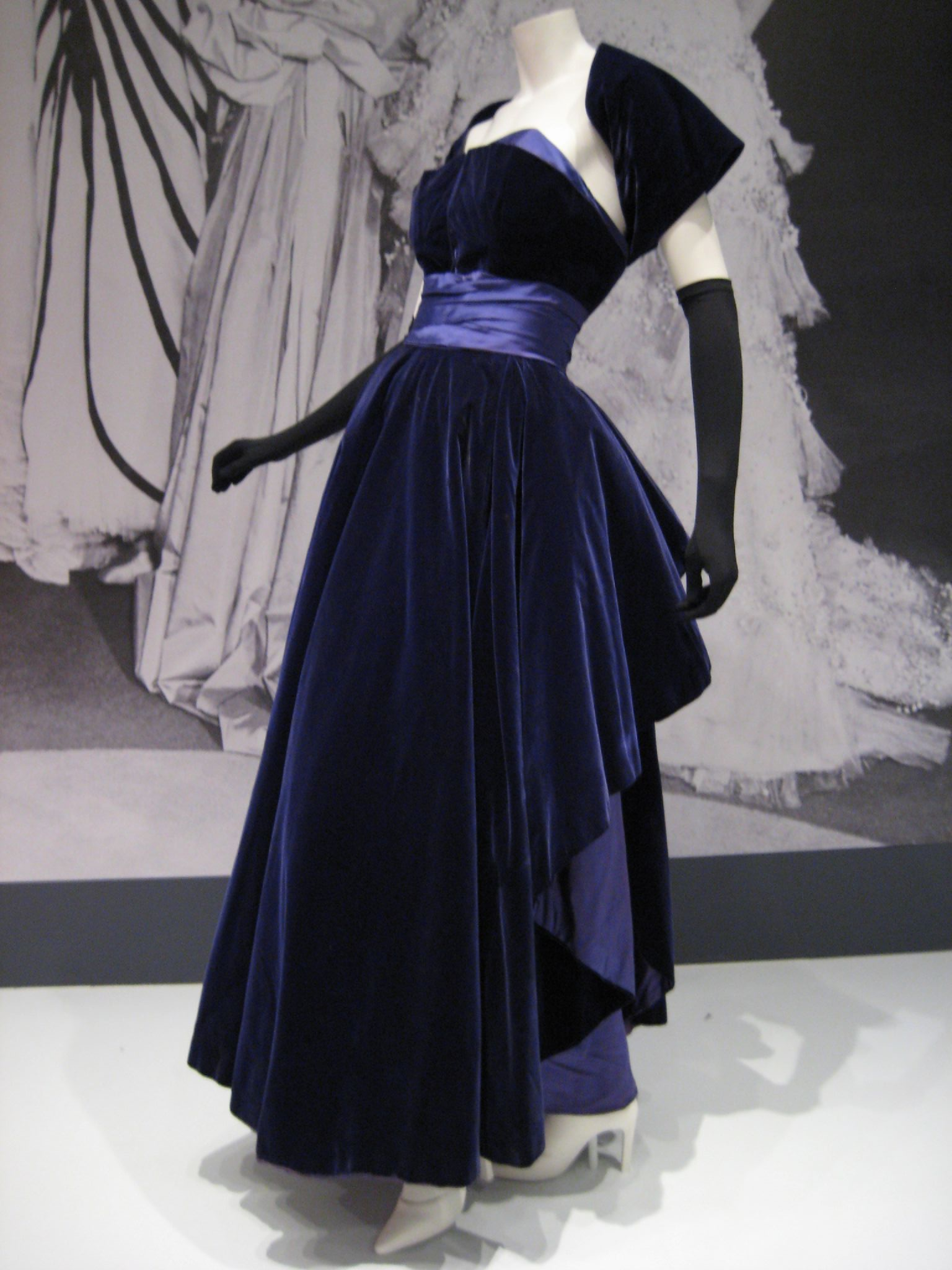
Пояс бальної сукні Christian Dior

Пояс — довга смуга для підперізування одягу в стані. Може бути зроблений з різного матеріалу. Інші назви — пас, пасок, опасок.

## Види
- Крайка — застаріла назва жіночого пояса із грубої (переважно вовняної) кольорової пряжі
- Ремінь — шкіряний пояс з пряжкою
- Черес — старовинний широкий шкіряний пояс з кишенею усередині
- Обі — традиційний японський пояс
- Очку́р, закарп. гачник[1] — пояс або шнур для стягування штанів або шароварів, який просилюють через верхній підрубаний край (очкурню́)[2][3]
- Камербанд — широкий пояс для носіння зі смокінгом
- Пояс для панчіх — деталь нижньої жіночої білизни
- Фасція — пояс католицьких священнослужителів
- Файша — традиційний каталонський пояс

## Спеціальні пояси
- Рятувальний пояс — корковий, гумовий або поролоновий пристрій, який використовують при небезпеці втопитися, різновид рятувального жилета
- Запобіжний пояс — спеціальний пристрій, який охороняє від падіння під час роботи на висоті.

## У культурі
- «Чесним поясом» називали веселку[4].

### Мовні звороти
- Брати за пояс ноги — дуже поспішати
- Держати коло свого пояса — дуже пильнувати, доглядати
- Затикати за пояс — брати верх, перевершувати
- Затягати пояс тугіше — обмежувати себе в їжі; голодувати